# 友部郵便局
友部郵便局（ともべゆうびんきょく）は茨城県笠間市にある郵便局。民営化前の分類では集配普通郵便局であった。

## 概要
住所：〒309-1799 茨城県笠間市八雲2-9-12
民営化直前の集配業務再編において、多くの集配普通郵便局は統括センターとなったが、当局は配達センターとされたため、民営化後も郵便事業株式会社の支店は併設されず、集配センターが併設された。

## 沿革
- 1908年（明治41年）2月6日 - 友部郵便局（三等）として開設[1]。
- 1922年（大正11年）3月6日 - 電話通話事務を開始[2]。
- 1959年（昭和34年）3月24日 - 宍戸郵便局から電話交換事務の取扱を移管[3]。
- 1968年（昭和43年）7月23日 - 電話交換業務を笠間電報電話局に移管。
- 1973年（昭和48年）3月19日 - 西茨城郡友部町平町から同町大田町に移転。
- 1982年（昭和57年）9月1日 - 宍戸郵便局から和文電報配達業務の一部[4]を移管。
- 1995年（平成7年）9月24日 - 友部旭町簡易郵便局の廃止に伴い、取扱事務を承継。
- 2001年（平成13年）11月5日 - 友部町中央三丁目3-9から同町八雲二丁目9-12に移転。
- 2002年（平成14年）8月1日 - 特定郵便局から普通郵便局に局種別改定。
- 2007年（平成19年）10月1日 - 民営化に伴い、併設された郵便事業笠間支店友部集配センターに一部業務を移管。
- 2012年（平成24年）10月1日 - 日本郵便株式会社発足に伴い、郵便事業笠間支店友部集配センターを友部郵便局に統合。

## 取扱内容
- 郵便、印紙、ゆうパック、内容証明
- 貯金、為替、振替、振込、国際送金、国債、投資信託
- 生命保険、バイク自賠責保険、自動車保険
- ゆうちょ銀行ATM
- 笠間市内の一部地域の集配業務

## 周辺
- 笠間市役所
- 笠間市消防本部友部消防署
- 笠間市立友部図書館
- 笠間市立友部中学校

## アクセス
- JR常磐線・水戸線 友部駅から南西へ約1.1km（徒歩約13分）
- 北関東自動車道 友部ICから東へ約2km
- 駐車場あり：8台